# Black Seeds of Vengeance
Black Seeds of Vengeance drugi je studijski album američkog tehničkog death metal sastava Nile. Diskografska kuća Relapse Records objavila ga je 5. rujna 2000. Prvi je album sastava koji sadrži složenije skladbe i bilješke o značenju pjesama. Također je prvi album na kojem se pojavio gitarist i pjevač Dallas Toler-Wade i jedini na kojem se pojavio Derek Roddy koji je zamijenio Petea Hammoura.

## Popis pjesama
Tekstovi i glazba: Karl Sanders, osim pjesmi "Multitude of Foes" kojeg autor je Dallas Toler-Wade.. 
| 1.    | »Invocation of the Gate of Aat-Ankh-es-en-Amenti« (instrumentalna skladba)                         | 0:43 |
| 2.    | »Black Seeds of Vengeance«                                                                         | 3:35 |
| 3.    | »Defiling the Gates of Ishtar«                                                                     | 3:38 |
| 4.    | »The Black Flame«                                                                                  | 3:21 |
| 5.    | »Libation unto the Shades Who Lurk in the Shadows of the Temple of Anhur« (instrumentalna skladba) | 1:32 |
| 6.    | »Masturbating the War God«                                                                         | 5:41 |
| 7.    | »Multitude of Foes«                                                                                | 2:09 |
| 8.    | »Chapter for Transforming into a Snake«                                                            | 2:25 |
| 9.    | »Nas Akhu Khan she en Asbiu«                                                                       | 4:15 |
| 10.   | »To Dream of Ur«                                                                                   | 9:07 |
| 11.   | »The Nameless City of the Accursed« (instrumentalna skladba)                                       | 2:51 |
| 12.   | »Khetti Satha Shemsu«                                                                              | 3:32 |
| 42:49 | |      |

## Zasluge
Nile
- Karl Sanders – gitara, vokal, klavijature, produkcija
- Dallas Toler-Wade – gitara, vokal
- Chief Spires – bas-gitara, vokal
- Pete Hammoura – vokal, bubnjevi (na pjesmi "To Dream of Ur")

Ostalo osoblje
- Wes Benscoter – naslovnica
- Adam Peterson – grafika, slike
- Dave Shirk – mastering
- Bob Moore – inženjer zvuka, miks, produkcija, vokal (na pjesmi "Khetti Satha Shemsu")

Dodatni glazbenici
- Mostafa Abd el Aziz – argoul (na pjesmi "Invocation of the Gate of Aat-Ankh-es-en-Amenti")
- Aly et Maher el Helbney – respiracije (na pjesmi "The Nameless City of the Accursed ")
- Mohammed el Hebney – vokal (na pjesmi "Khetti Satha Shemsu")
- Ross Dolan – vokal (na pjesmi "Khetti Satha Shemsu")
- Derek Roddy – bubnjevi (na pjesmama 1. – 9., 11., 12.), vokal (na pjesmi "Khetti Satha Shemsu")
- Gary Jones – vokal (na pjesmama 3., 6., 12.)
- Scott Wilson – vokal (na pjesmi "To Dream of Ur"), prateći vokal (na pjesmi "Khetti Satha Shemsu")
- Boz Porter – vokal (na pjesmi "Defiling the Gates of Ishtar")